# Paris-Nice 1954
Paris-Nice 1954 est la douzième édition de la course cycliste à étapes Paris-Nice. Elle est remportée par le coureur belge Raymond Impanis, également vainqueur d'une étape et du classement par points.

## Participants
89 coureurs répartis dans treize équipes sont au départ de ce Paris-Nice. Parmi eux, Fausto Coppi et Jacques Anquetil participent pour la première fois. Les équipes sont : Airligues, Alcyon, Bertin, Bianchi, Dilecta, Gitane-Hutchinson, Hercules, La Perle, Mercier, Peugeot, Rochet, Royal Codris et Terrot.

## Étapes
| Étape     | Date    | Villes étapes           | Distance (km) | Vainqueur d'étape | Leader du classement général |
| --------- | ------- | ----------------------- | ------------- | ----------------- | ---------------------------- |
| 1re étape | 10 mars | Paris - Nevers          | 252,5 km      | Raoul Rémy        | Raoul Rémy                   |
| 2e étape  | 11 mars | Nevers - Saint-Étienne  | 233,5 km      | Raymond Impanis   | Raymond Impanis              |
| 3e étape  | 12 mars | Saint-Étienne - Vergèze | 256 km        | Fausto Coppi      | Raymond Impanis              |
| 4e étape  | 13 mars | Nîmes - Cannes          | 260 km        | François Mahé     | Raymond Impanis              |
| 5e étape  | 14 mars | Cannes - Nice (clm)     | 51,5 km       | Jacques Anquetil  | Raymond Impanis              |

## Résultats des étapes

### 1reétape
10-03-1954. Paris-Nevers, 252,5 km.
|   | Cycliste         | Équipe   | Temps           |
| - | ---------------- | -------- | --------------- |
| 1 | Raoul Rémy       | Mercier  | 6 h 27 min 45 s |
| 2 | Riccardo Filippi | Bianchi  | m.t.            |
| 3 | Jean Delahaye    | La Perle | m.t.            |

### 2eétape
11-03-1954. Nevers-Saint-Étienne, 233,5 km.
|   | Cycliste         | Équipe  | Temps           |
| - | ---------------- | ------- | --------------- |
| 1 | Raymond Impanis  | Mercier | 6 h 25 min 45 s |
| 2 | Germain Derijcke | Alcyon  | m.t.            |
| 3 | Hilaire Couvreur | Terrot  | + 8 s           |

### 3eétape
12-03-1954. Saint-Étienne-Vergèze, 256 km.
|   | Cycliste          | Équipe   | Temps           |
| - | ----------------- | -------- | --------------- |
| 1 | Fausto Coppi      | Bianchi  | 7 h 34 min 48 s |
| 2 | Raymond Impanis   | Mercier  | + 7 s           |
| 3 | Dominique Forlini | Hercules | m.t.            |

### 4eétape
13-03-1954. Nîmes-Cannes, 260 km.
|   | Cycliste         | Équipe   | Temps           |
| - | ---------------- | -------- | --------------- |
| 1 | François Mahé    | Dilecta  | 8 h 56 min 53 s |
| 2 | Riccardo Filippi | Bianchi  | + 4 s           |
| 3 | Lucien Lazarides | Arliguie | + 2 min 17 s    |

### 5eétape
14-03-1954. Cannes-Nice, 51,5 km. (clm)
|   | Cycliste         | Équipe   | Temps           |
| - | ---------------- | -------- | --------------- |
| 1 | Jacques Anquetil | La Perle | 1 h 18 min 27 s |
| 2 | Raymond Impanis  | Mercier  | + 29 s          |
| 3 | Francis Anastasi | Mercier  | + 1 min 09 s    |

## Classements finals

### Classement général
|    | Cycliste         | Équipe       | Temps            |
| -- | ---------------- | ------------ | ---------------- |
| 1  | Raymond Impanis  | Mercier      | 30 h 49 min 05 s |
| 2  | Nello Lauredi    | Terrot       | + 1 min 02 s     |
| 3  | Francis Anastasi | Mercier      | + 1 min 37 s     |
| 4  | Riccardo Filippi | Bianchi      | + 3 min 01 s     |
| 5  | Hilaire Couvreur | Terrot       | + 4 min 26 s     |
| 6  | Georges Meunier  | La Perle     | + 5 min 32 s     |
| 7  | Jacques Anquetil | La Perle     | + 7 min 26 s     |
| 8  | Jacques Renaud   | Royal Codris | + 7 min 34 s     |
| 9  | Maurice Blomme   | Bertin       | + 7 min 41 s     |
| 10 | Antonin Rolland  | Terrot       | + 7 min 57 s     |